# Pałac w Dłużycach
Pałac w Dłużycach – zabytkowy pałac w Dłużycach – wsi w Polsce, w województwie dolnośląskim, w powiecie lubińskim, w gminie Ścinawa.

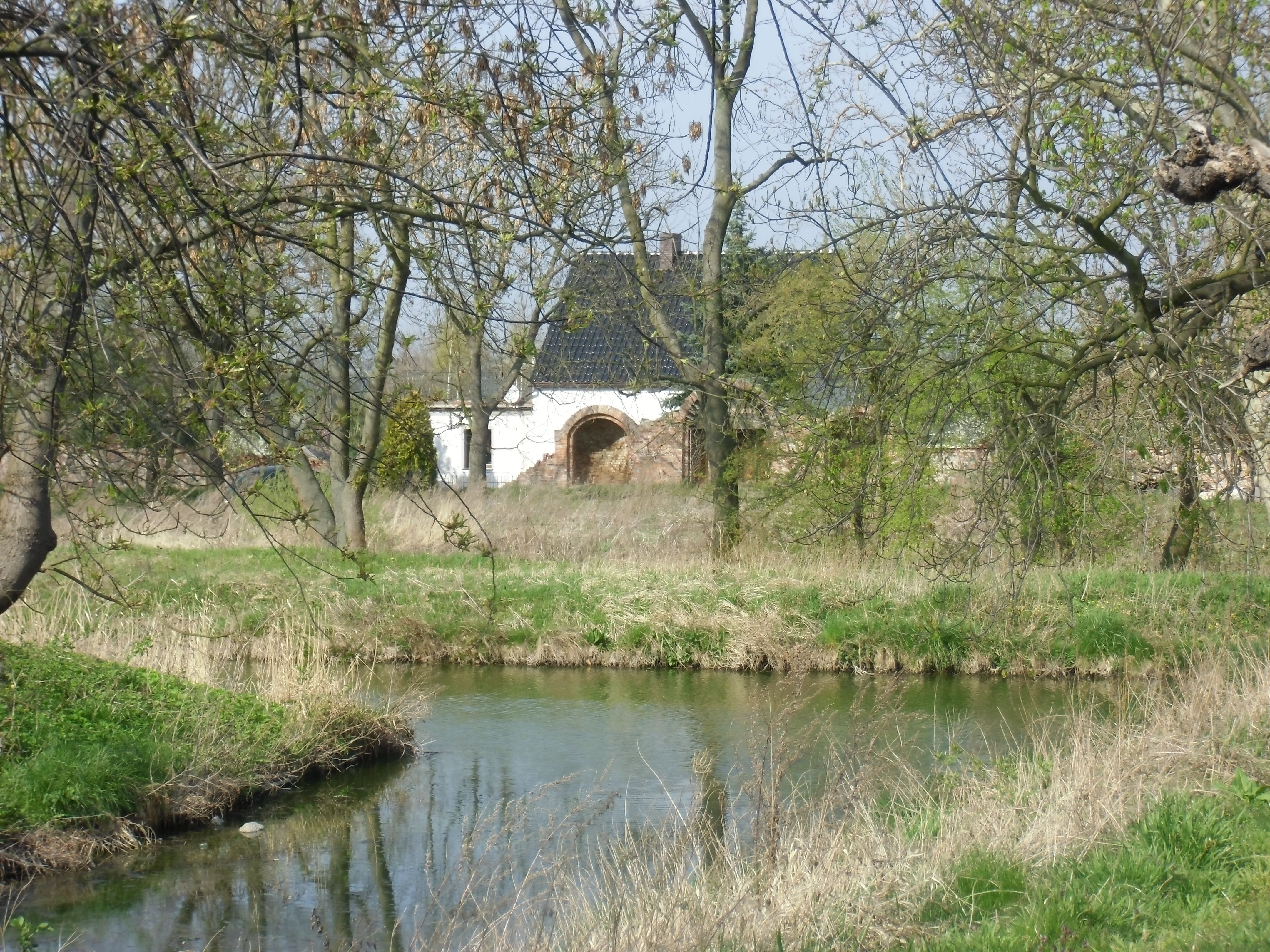
Fragment parku pałacowego

## Historia
Obiekt wybudowany w XVII w. jest częścią zespołu pałacowego, w skład którego wchodzi jeszcze park z XVII–XX w.